# Windsor (Maine)
Windsor ist eine Town im Kennebec County des Bundesstaates Maine in den Vereinigten Staaten. Im Jahr 2020 lebten dort 2632 Einwohner in 1175 Haushalten auf einer Fläche von 92,00 km².

## Geografie
Nach dem United States Census Bureau hat Windsor eine Gesamtfläche von 92,00 km², von denen 89,74 km² Land sind und 2,25 km² aus Gewässern bestehen.

### Geografische Lage
Windsor liegt im Osten des Kennebec Countys und grenzt im Norden an das Waldo County und im Osten an das Lincoln County an. Im Norden grenzt der Threemile Pond an und im Osten der Long Pond. Der größte See auf dem Gebiet der Town ist der Savade Pond im Nordosten. Es gibt weitere kleinere Seen. Der Sheepscot River und der Deerborn Brook fließen in südliche Richtung. Die Oberfläche ist leicht hügelig, die höchste Erhebung ist der 164 m hohe Givens Hill.

### Nachbargemeinden
Alle Entfernungen sind als Luftlinien zwischen den offiziellen Koordinaten der Orte aus der Volkszählung 2010 angegeben.
- Norden: China, 5,7 km
- Nordosten: Palermo, Waldo County, 16,2 km
- Osten: Somerville, Lincoln County, 9,8 km
- Südosten: Jefferson, Lincoln County, 8,6 km
- Süden: Whitefield, Lincoln County, 6,9 km
- Westen: Augusta, 18,0 km
- Nordwesten: Vassalborow, 9,5 km

### Stadtgliederung
In Windsor gibt es mehrere Siedlungsgebiete: Hall Corner, North Windsor, South Windsor, Tylers Corner, West Windsor, Windsor, Windsor Corner, Windsor Neck, Windsor Station und Windsorville (Maxcy's Mills).

### Klima
Die mittlere Durchschnittstemperatur in Windsor liegt zwischen −7,2 °C (19 °Fahrenheit) im Januar und 20,6 °C (69 °Fahrenheit) im Juli. Damit ist der Ort gegenüber dem langjährigen Mittel der USA um etwa 6 Grad kühler. Die Schneefälle zwischen Oktober und Mai liegen mit bis zu zweieinhalb Metern mehr als doppelt so hoch wie die mittlere Schneehöhe in den USA; die tägliche Sonnenscheindauer liegt am unteren Rand des Wertespektrums der USA.

## Geschichte
Die Besiedlung in Windsor startete 1790. Das Gebiet gehörte zum Kennebec Purchase von Gouverneur Bradfords Plymouth Plantation in Massachusetts und wurde zunächst als New Waterford Plantation bezeichnet. Als eigenständige Town wurde das Gebiet am 3. März 1809 unter dem Namen Malta organisiert. Der Name wurde im Jahr 1820 in Gerry und im Jahr 1822 in Windsor geändert.
Teile von Whitefield wurden im Jahr 1821 hinzugenommen. Im Jahr 1907 wurde diese Landübernahme verworfen und das Gebiet an Whitefield zurückgegeben.

### Einwohnerentwicklung
| Volkszählungsergebnisse – Town of Windsor, Maine | Volkszählungsergebnisse – Town of Windsor, Maine | Volkszählungsergebnisse – Town of Windsor, Maine | Volkszählungsergebnisse – Town of Windsor, Maine | Volkszählungsergebnisse – Town of Windsor, Maine | Volkszählungsergebnisse – Town of Windsor, Maine | Volkszählungsergebnisse – Town of Windsor, Maine | Volkszählungsergebnisse – Town of Windsor, Maine | Volkszählungsergebnisse – Town of Windsor, Maine | Volkszählungsergebnisse – Town of Windsor, Maine | Volkszählungsergebnisse – Town of Windsor, Maine |
| Jahr                                             | 1800                                             | 1810                                             | 1820                                             | 1830                                             | 1840                                             | 1850                                             | 1860                                             | 1870                                             | 1880                                             | 1890                                             |
| ------------------------------------------------ | ------------------------------------------------ | ------------------------------------------------ | ------------------------------------------------ | ------------------------------------------------ | ------------------------------------------------ | ------------------------------------------------ | ------------------------------------------------ | ------------------------------------------------ | ------------------------------------------------ | ------------------------------------------------ |
| Einwohner                                        |                                                  | 468                                              | 1054                                             | 1485                                             | 1789                                             | 1793                                             | 1548                                             | 1266                                             | 1079                                             | 853                                              |
| Jahr                                             | 1900                                             | 1910                                             | 1920                                             | 1930                                             | 1940                                             | 1950                                             | 1960                                             | 1970                                             | 1980                                             | 1990                                             |
| Einwohner                                        | 782                                              | 706                                              | 599                                              | 565                                              | 695                                              | 740                                              | 878                                              | 1097                                             | 1702                                             | 1895                                             |
| Jahr                                             | 2000                                             | 2010                                             | 2020                                             | 2030                                             | 2040                                             | 2050                                             | 2060                                             | 2070                                             | 2080                                             | 2090                                             |
| Einwohner                                        | 2204                                             | 2575                                             | 2632                                             |                                                  |                                                  |                                                  |                                                  |                                                  |                                                  |                                                  |

## Wirtschaft und Infrastruktur

### Verkehr
Die Maine State Route 32 verläuft in nordsüdlicher Richtung durch Windsor und verbindet Windsor im Norden mit China und im Süden mit Whitefield. Die Maine State Route 105 verläuft in westöstlicher Richtung von Augusta im Westen nach Somerville im Osten.

### Öffentliche Einrichtungen
Es gibt keine medizinischen Einrichtungen oder Krankenhäuser in Windsor. Die nächstgelegenen befinden sich in Augusta.
Es gibt keine öffentliche Bücherei in Windsor. Die nächstgelegenen befinden sich in Augusta und South China.

### Bildung
Windsor gehört mit  Alna, Chelsea, Palermo, Somerville, Westport Island und Whitefield zum Schulbezirk Sheepscot Valley RSU 12.
Im Schulbezirk werden folgende Schulen angeboten:
- Chelsea Elementary School in Chelsea, mit Schulklassen vom Kindergarten bis 8. Schuljahr
- Palermo Consolidated School in Palermo, mit Schulklassen vom Kindergarten bis 8. Schuljahr
- Somerville Elementary School in Somerville, mit Schulklassen von Pre-Kindergarten bis 6. Schuljahr
- Whitefield Elementary School in Whitefield, mit Schulklassen vom Kindergarten bis 8. Schuljahr
- Windsor Elementary School in Windsor, mit Schulklassen vom Pre-Kindergarten bis 5. Schuljahr